# Gebhard Bucher
Gebhard Bucher (* 18. Oktober 1954 in Bad Häring; † 6. Juli 2013 in Wiesbaden) war ein österreichischer Gastronom, der im Rhein-Main-Gebiet zusammen mit Roland Kuffler und Gerd Käfer mehrere Restaurants betrieb. Er starb durch eine Kohlendioxidvergiftung bei einem Transport von Trockeneis.

## Leben
Bucher absolvierte eine Ausbildung zum Restaurantfachmann im Hotel Grauer Bär in Innsbruck und ging dann ins Ausland: Hotel The President in Johannisburg, Intercontinental Hotels in London und Genf, Bayerischer Hof in München. In Heidelberg absolvierte er eine Fachausbildung zum Hotelbetriebswirt und war dann im F&B-Management großer Hotels im Rhein-Main-Gebiet tätig. Ab 1990 war er als Direktor in der Kurhaus Gastronomie Wiesbaden tätig, später auch als Geschäftsführer. Er eröffnete dann mit seinen Partnern Gerd Käfer und Roland Kuffler weitere Betriebe im Rhein-Main-Gebiet und hatte über 580 Mitarbeiter.